# لوتجبروک
لوتجبروک (به هلندی: Lutjebroek) یک منطقهٔ مسکونی در هلند است که در استیده‌بروک واقع شده‌است. لوتجبروک ۲٬۱۰۵ نفر جمعیت دارد.